# Robert Schmidt (politiker)

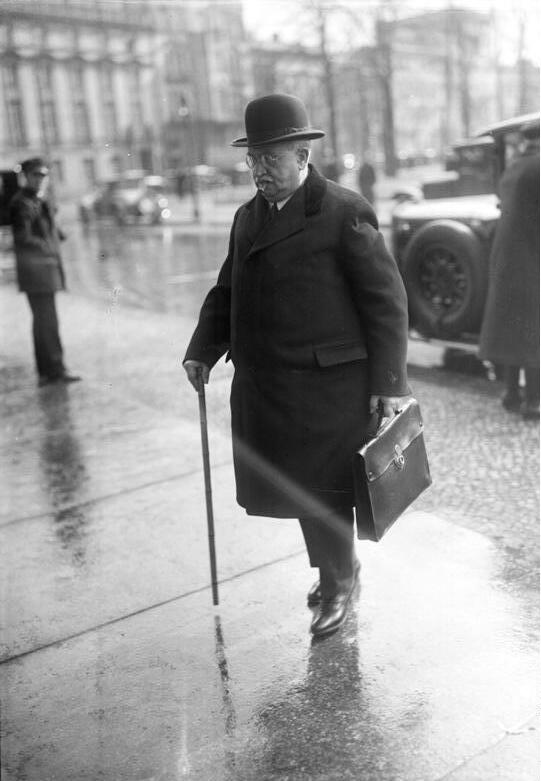
Robert Schmidt år 1930.

Robert Schmidt, född 15 maj 1864 i Berlin, död 16 september 1943 i Berlin-Tempelhof, var en tysk socialdemokratisk politiker.
Schmidt var till 1893 snickare (pianoarbetare) och därefter till 1919 ledamot av de tyska fackföreningarnas centralstyrelse (Generalkommission der Gewerkschaften) och anställd i dess tjänst. Där ledde han från 1913 centrala arbetarsekretariatet i Berlin och sedermera fackorganisationens socialpolitiska avdelning. 
Schmidt var 1893–98 och 1903–18 ledamot av tyska riksdagen, tillhörde 1919–20 nationalförsamlingen i Weimar och var 1920–30 ledamot av Weimarrepublikens riksdag. Han blev i oktober 1918 understatssekreterare i Reichsernährungsamt samt blev i februari 1919 minister för jordbruk och folknäring samt övertog juni samma år även ledningen av riksekonomiministeriet. Han avgick i juni 1920 samt var sedermera riksekonomiminister i Max Wirths båda ministärer maj 1921 till november 1922. I Gustav Stresemanns ministär var han augusti till november 1923 vicekansler och minister för återuppbyggandet.